# صومعه دقدزنوت
صومعه دقدزنوت (ارمنی: Դեղձուտի վանք) یک صومعه متعلق به کلیسای حواری ارمنی واقع در شهر آچارکوت، استان تاووش ارمنستان می‌باشد. ساخت و ساز این ساختمان در سده ۱۷ام میلادی؛ به پایان رسید. این بنا به سبک معماری ارمنی طراحی شده است.

## نگارخانه

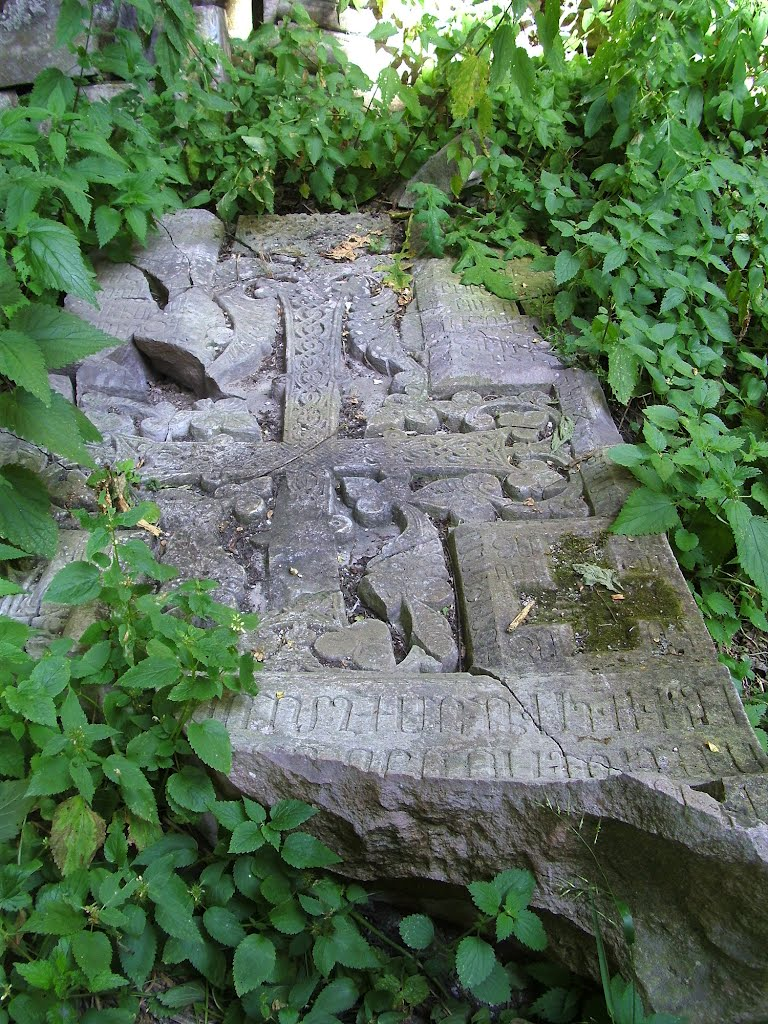
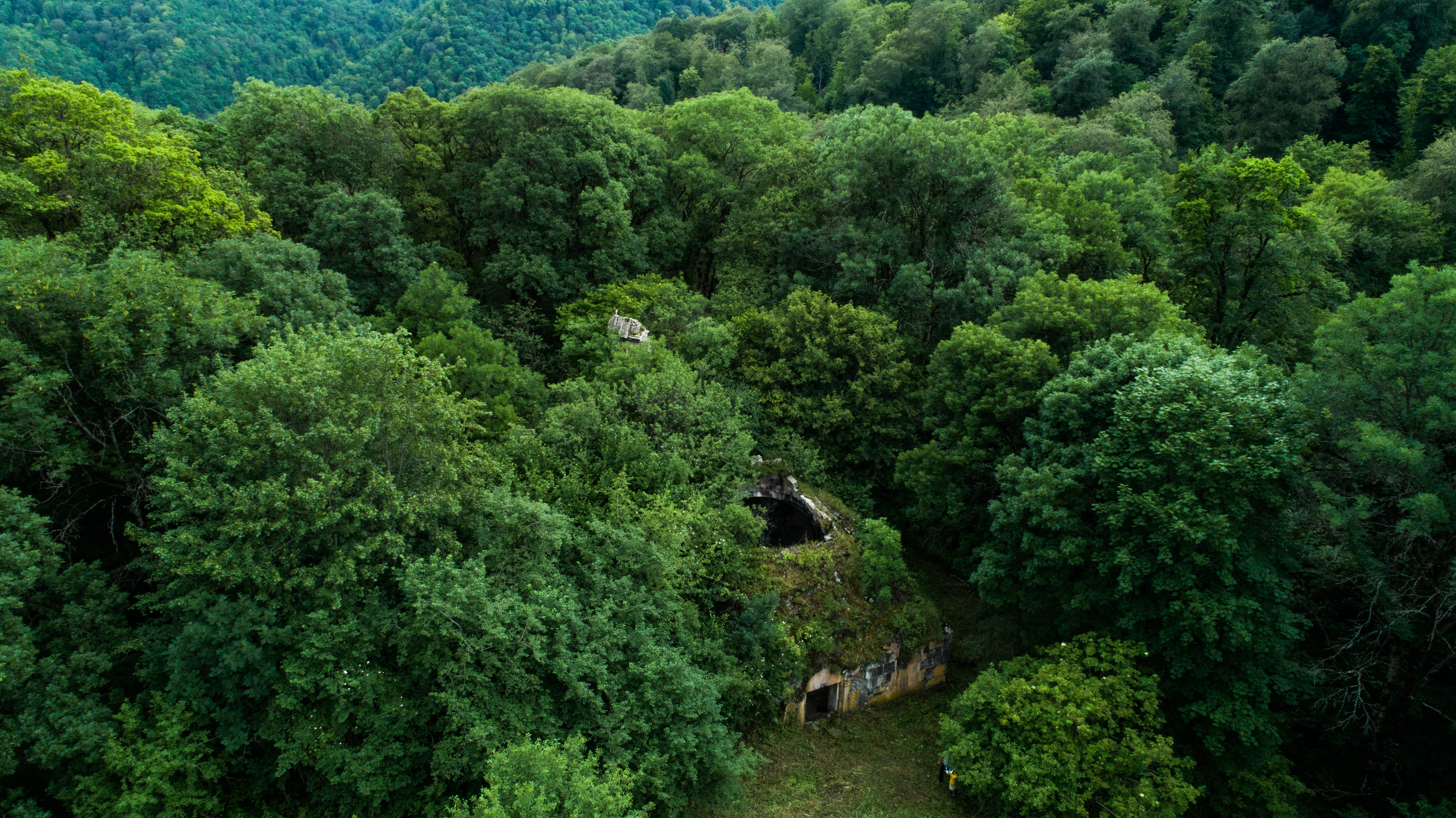
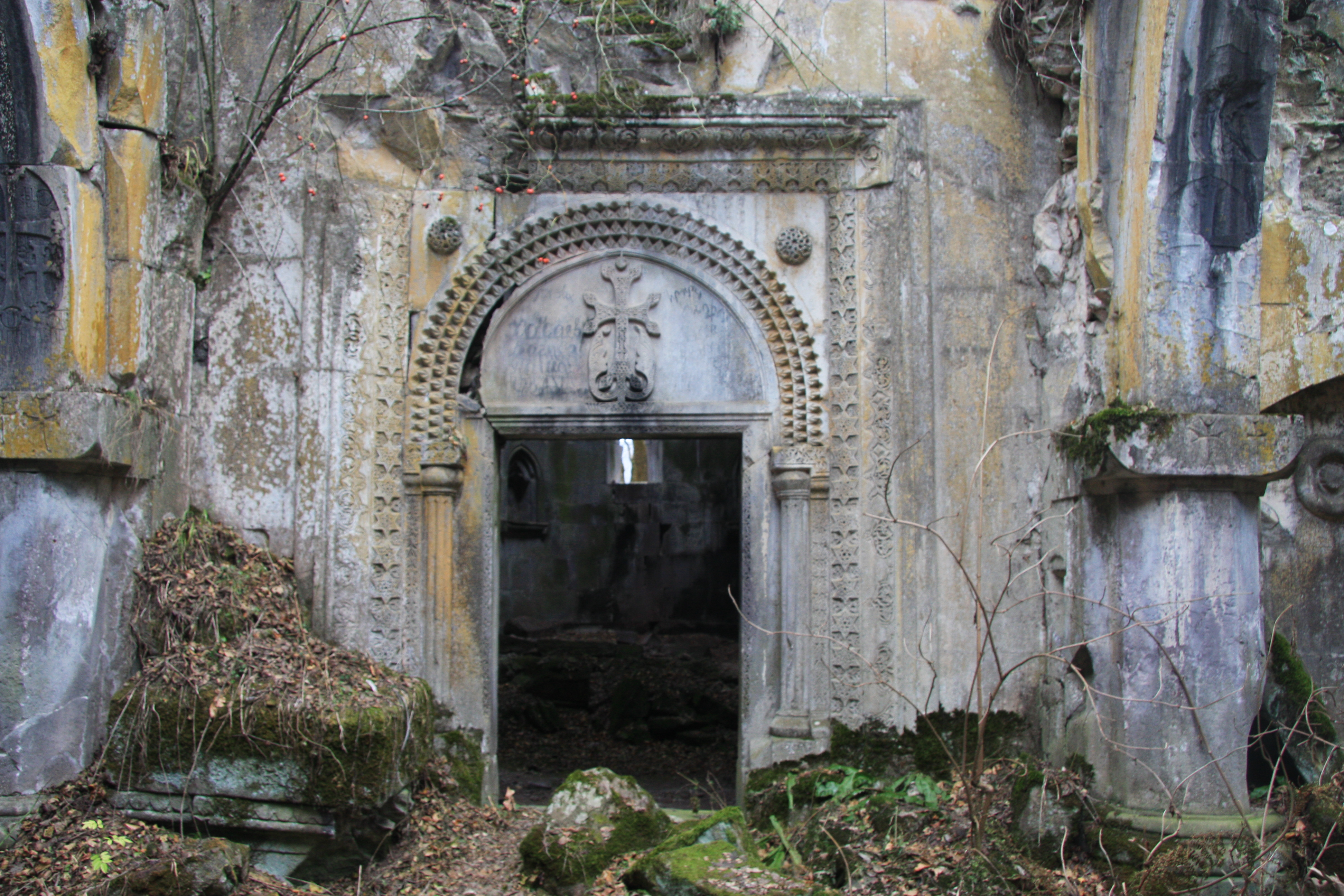
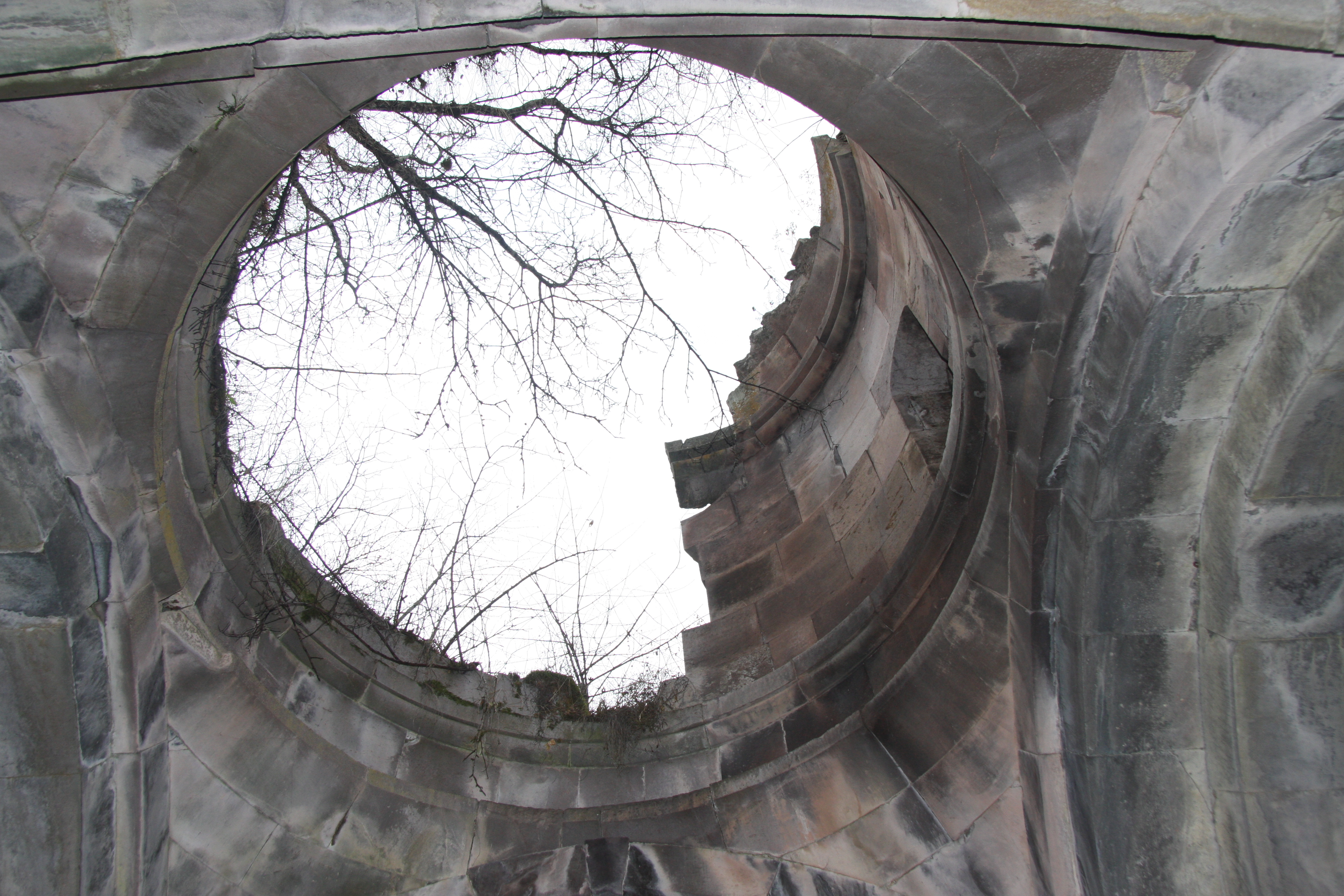
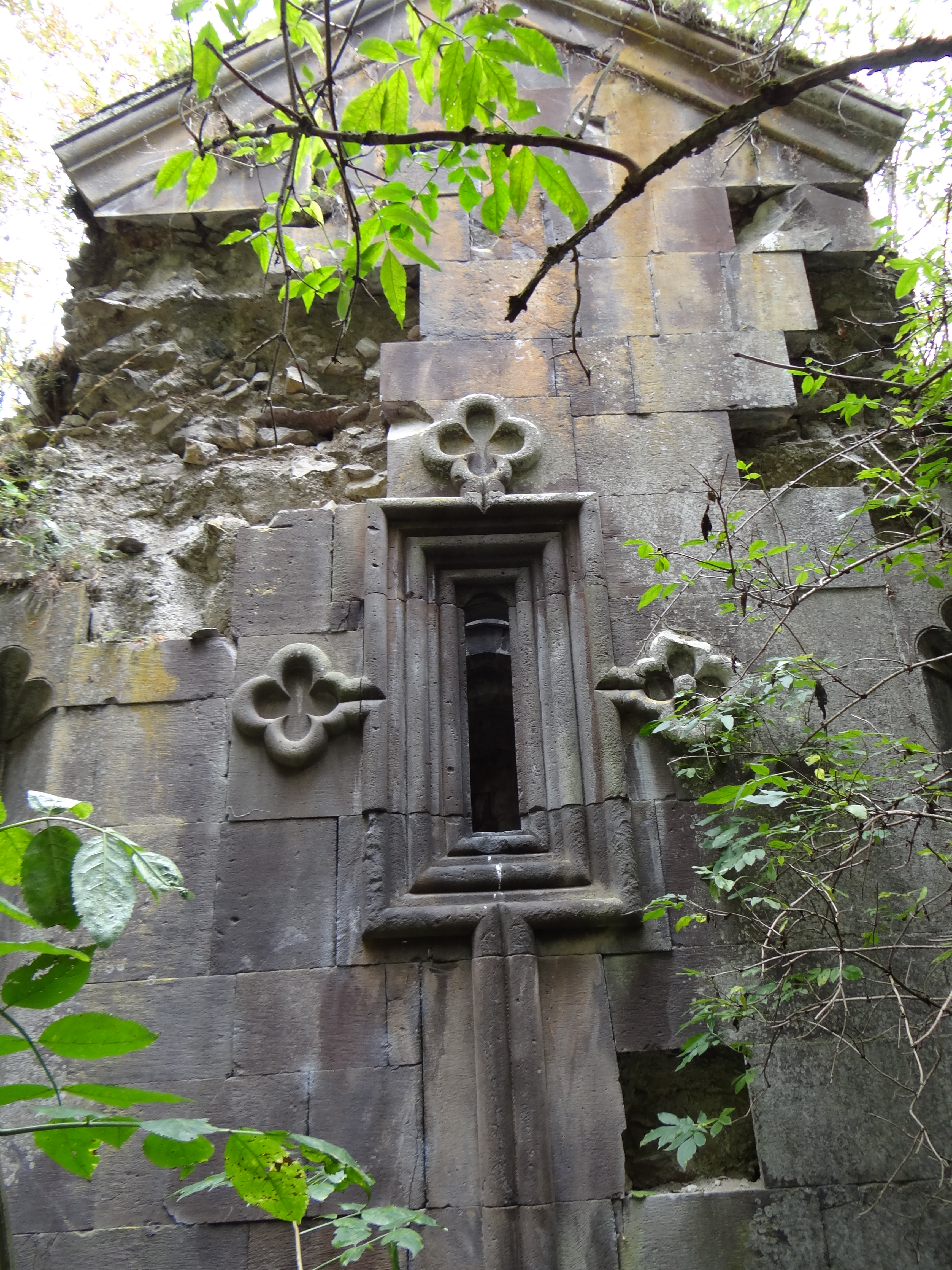